# Пірузян Арам Сергійович
Арам Сергійович Пірузян (10 лютого 1907, місто Баку, тепер Азербайджан — 2 жовтня 1996, місто Москва, Російська Федерація) — радянський державний діяч, голова Ради народних комісарів Вірменської РСР. Член Центральної Ревізійної Комісії ВКП(б) у 1939—1952 роках. Депутат Верховної Ради СРСР 1—3-го скликань. Кандидат економічних наук.

## Життєпис
Народився в родині Сергія Пірузяна — вірменського більшовика-підпільника. Батько був розстріляний в 1918 році в місті Баку, а мати з трьома дітьми переїхала до міста Алаверді.
Трудову діяльність розпочав у 1918 році учнем слюсаря, слюсарем Алавердського мідеплавильного заводу у Вірменії.
Член ВКП(б) з 1929 року.
Був організатором комсомольського осередку на Алавердському мідеплавильному заводі Вірменської РСР.
У 1935 році закінчив факультет кольорових металів Свердловського інституту кольорових металів та золота, інженер кольорової металургії.
У 1935—1937 роках працював директором Алавердського мідеплавильного заводу Вірменської РСР.
У 1937 році — завідувач промислового відділу ЦК КП(б) Вірменії.
У квітні — листопаді 1937 року — заступник голови Ради народних комісарів Вірменської РСР.
У листопаді 1937 — 8 листопада 1943 року — голова Ради народних комісарів Вірменської РСР.
З листопада 1943 року — постійний представник Вірменської РСР при Раді народних комісарів СРСР.
У 1945 році закінчив Вищу партійну школу при ЦК ВКП(б).
У 1945 — 21 березня 1948 року — народний комісар (міністр) місцевої промисловості Вірменської РСР та заступник голови Ради міністрів Вірменської РСР.
У 1948 — 10 жовтня 1952 року — 1-й заступник голови Ради міністрів Вірменської РСР.
Одночасно 18 липня 1950 — 17 квітня 1953 року — міністр харчової промисловості Вірменської РСР.
17 квітня — 5 листопада 1953 року — міністр легкої і харчової промисловості Вірменської РСР.
5 листопада 1953 — 1955 року — міністр промисловості продовольчих товарів Вірменської РСР.
У 1955—1957 роках — міністр харчової, молочної і рибної промисловості Вірменської РСР.
13 червня 1957 — 16 січня 1962 року — міністр торгівлі Вірменської РСР.
У 1961—1967 роках — торговий представник СРСР у Греції.
У 1967—1986 роках — 1-й заступник голови Науково-технічної ради Міністерстві харчової промисловості СРСР.
З 1986 року — персональний пенсіонер у Москві.
Помер 2 жовтня 1996 року в місті Москві. Похований в Єревані на цвинтарі Тохмах.

## Нагороди
- орден Леніна (23.11.1940)
- орден Вітчизняної війни І ст. (24.11.1945)
- орден Трудового Червоного Прапора (8.02.1944)
- два ордени «Знак Пошани»
- медалі